# Országház
Az Országház Budapest egyik legismertebb középülete, a Magyar Országgyűlés és egyes intézményeinek (például az Országgyűlési Könyvtár) székhelye. Budapest V. kerületében,  a Duna bal partján, a Kossuth Lajos téren található. Bár az épületre vonatkozóan a népnyelvben a Parlament elnevezés is elterjedt, ez eredetileg az ott ülésező testület, az Országgyűlés idegen eredetű, nem hivatalos megnevezése, amelyet a köznyelv névátvitellel magára az épületre is kiterjesztett.

## Az épület

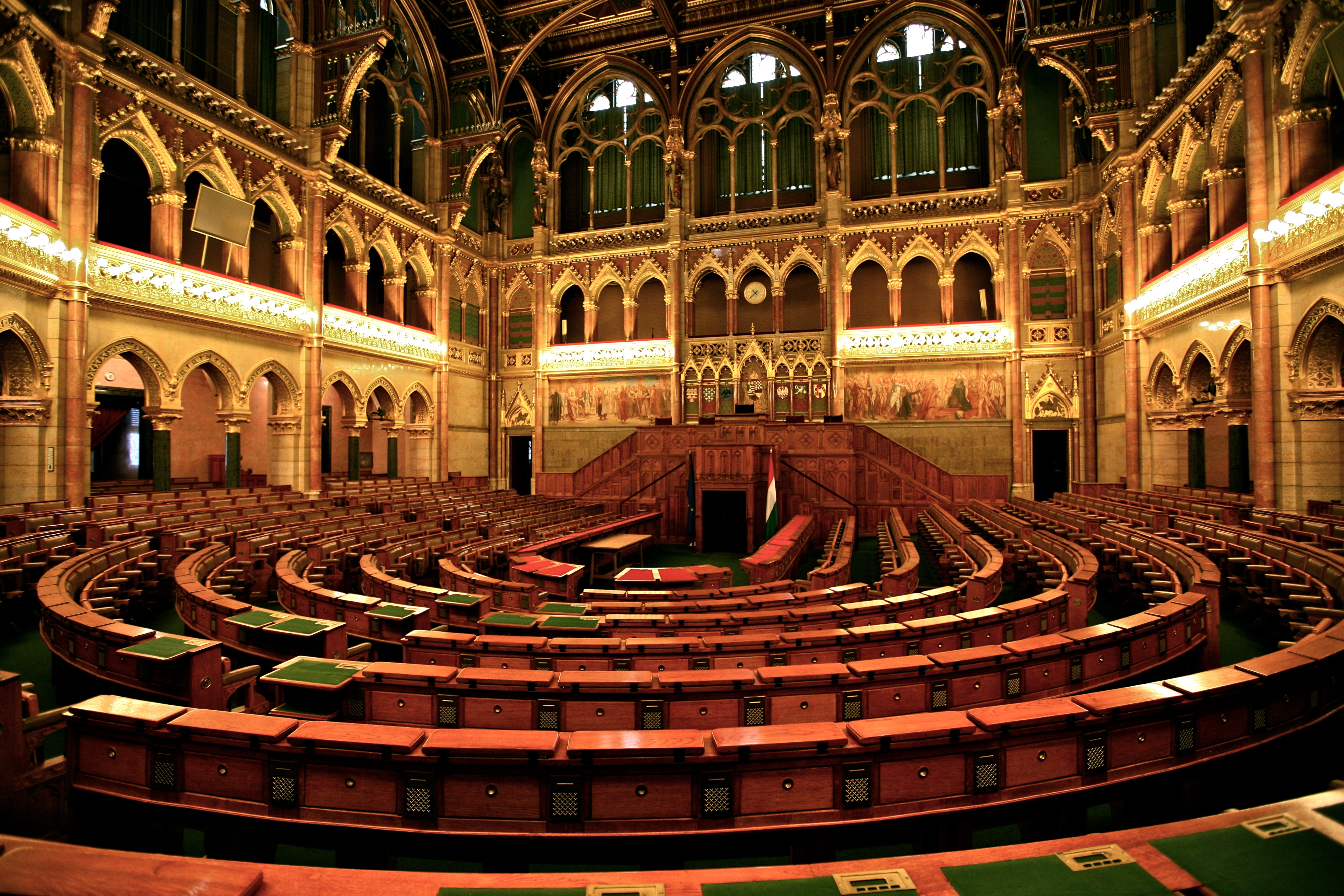
Az Országház felsőházi ülésterme, ma turisták látogatják illetve konferenciák, más rendezvények helyszíne

Az Országház elrendezése teljesen szimmetrikus, az épület ugyanis kétkamarás országgyűlés számára készült 1896-ban. Az északi szárnyban a felsőház, a déli szárnyban az alsóház ülésterme kapott helyet. A két ülésterem tükörképe egymásnak. A parlamenti ülésekre ma az alsóházi termet használják, a felsőházi terem látogatható turisták számára, illetve frakcióüléseket, konferenciákat és fogadásokat tartanak benne. Érdekesség, hogy az alsóházi társalgóban a padlószőnyeg vörös, a felsőháziban viszont kék, lévén a felsőház tagjai hagyományosan nemesek voltak, akiket kékvérűeknek neveztek.

## Az építkezés története

### Előzmények
Az, hogy a magyar országgyűlés saját épületet kapjon, már a 19. század első felében felmerült, mivel Pozsony után hol a Pesti Vigadóban, hol a Nemzeti Múzeumban gyűlésezett. 1840 körül Pollack Mihály tervezett ugyan egy reneszánsz stílusú épületet József nádor megbízására, de ez végül nem valósult meg. 1844-ben pályázatot írtak ki a leendő épületre, melyet a mai Erzsébet tér helyére terveztek felépíteni. A beérkezett 42 pályamű elbírálását azonban megakasztotta az 1848–49-es forradalom és szabadságharc, a tervek nagy része időközben el is veszett. 1861-ben került ismét terítékre egy ideiglenesnek szánt épület kérdése. Építése 1865-ben kezdődött el Ybl Miklós tervei alapján a mai Bródy Sándor utcában. Alig tizenegy hónap alatt készült el az épület, amelyben ma a Budapesti Olasz Kultúrintézet működik. Az állandó épület tervpályáztatására tizenöt évvel később, 1880-ban került sor.

### A pályázat
A Duna bal partján a Flotillenplatz-on 1868-ban átadott első pesti ideiglenes vízmű telkére elképzelt épület felépítéséről az Országgyűlés törvényt alkotott: az 1880. évi LVIII. törvény alapján tervpályázatot hirdettek 1881-ben. Magyarország számára egy állandó országház építésére több kiváló építész jelentkezett. 1883. február 1-jén a pályázat határideje lejárt, ekkorra tizenkilenc terv érkezett be. A bírálat alapján a kitűzött négy egyenlő díjat az „Alkotmány I.”, a „Patres conscripti”, az „Alkotmány II.” és a „Scti. Stephani regis” jeligéjű terveknek ítélték oda.
- Steindl Imre „Alkotmány I.” neogótikus hatású épületterve
- Hauszmann Alajos „Patres conscripti” neobarokkot és neoklasszicizmust sugárzó terve
- Schickedanz Albert és Freund Vilmos „Alkotmány II.” együttes alkotása, mely elsősorban az antik építészeten alapult
- Otto Wagner és társai „Scti. Stephani regis” neoreneszánsz pályaműve

Érdekesség, hogy Hauszmann terve volt az egyetlen, ami a Dunára merőlegesen képzelte el az épületet, dacára, hogy a pályázat szerint a főhomlokzatnak a Dunára kellett néznie. Gerster Károly egyedüli neobizánci terve pedig egy igazi keleti palotát idézett, amit impozáns jellege miatt külön is méltattak, igaz, erről bebizonyosodott, hogy nem elégséges a tervezett belső tere. (A helyigény miatt utóbb Steindl is korrekciókra kényszerült.)

### Steindl Imre megvalósult terve
Steindl megvalósult terve a historizáló eklektika jegyében született, barokk alaprajzú, barokk tömeghatású épület, részleteiben alapvetően neogótikus stílusú. Ez a monumentális épület a bécsi neogótika szellemében épült, világosan érzékelhető rajta Steindl bécsi mesterének, Friedrich von Schmidtnek hatása. Schmidt centrális elrendezésű Bécs-Fünfhaus-i templomát rajnai gótikus stílusban építette, s ennek kupolája nagy hatással volt Steindl Imrére, amikor a budapesti Országház kupoláját megtervezte. Ugyanekkor Steindl teljességgel egyedit alkotott, amikor a barokk alaprajzot és tömegkompozíciót szintetizálta a tiszta csúcsíves neogót építkezési stílussal. Az épület mind külső tömeghatásában, mind belső enteriőrjében méltán tekinthető a 19–20. század fordulója egyik nagy alkotásának az európai kontinensen. Az Országház éppen úgy hazánk fővárosát reprezentáló épületté vált, mint Sir Charles Barry londoni parlamentje a brit fővárosnak.
A magyar állam ezeréves fennállásának alkalmából, annak millenniumi esztendejében, 1896. június 8-án tartotta az új, még épülő parlamenti épületben az Országgyűlés első ülését.

### Az építkezés
Az Országház építésének feltétele volt, hogy kizárólag hazai építőanyagokat használjanak fel. Kivétel a főlépcső mellett található nyolc, egyenként hat méter magas márványmonolit, amelyeket Svédországból hozattak (összesen 12 ilyen oszlop készült, a másik négy a londoni Parlamentben található). Az építkezés 1885-től 1904-ig tartott, azaz a tervező az épület teljes befejezését már nem érhette meg. Az első kapavágás 1885. október 12-én történt a Tömő-tér talaján, az építkezés során tizenhét éven keresztül átlagosan ezer ember dolgozott, 176 000 köbméternyi földet mozgattak meg; 40 millió téglát, félmillió díszkövet, 40 kg aranyat használtak fel.
Bár az épület felavatása már 1894-ben megtörtént, akkor még nem volt készen, sőt még 1902-ben sem, amikorra már a parlament mindkét háza ideköltözött. Az építkezés 1904-ig tartott.
Maga az épület 268 m hosszú, 123 m széles és 96 m magas, alapterülete 17 745 négyzetméter, térfogata 473 000 köbméter. Központi eleme a kupola, amelynek két oldalán emelkedik a képviselőház (ma az Országgyűlés) és a volt főrendiház (ma Kongresszusi terem) ülésterme. Az épületnek 27 kapuja van, belül 29 lépcsőház és 13 személy- és teherlift szolgálja a közlekedést és a szállítást. Az épületben valamivel több mint 200 irodahelyiség található. 

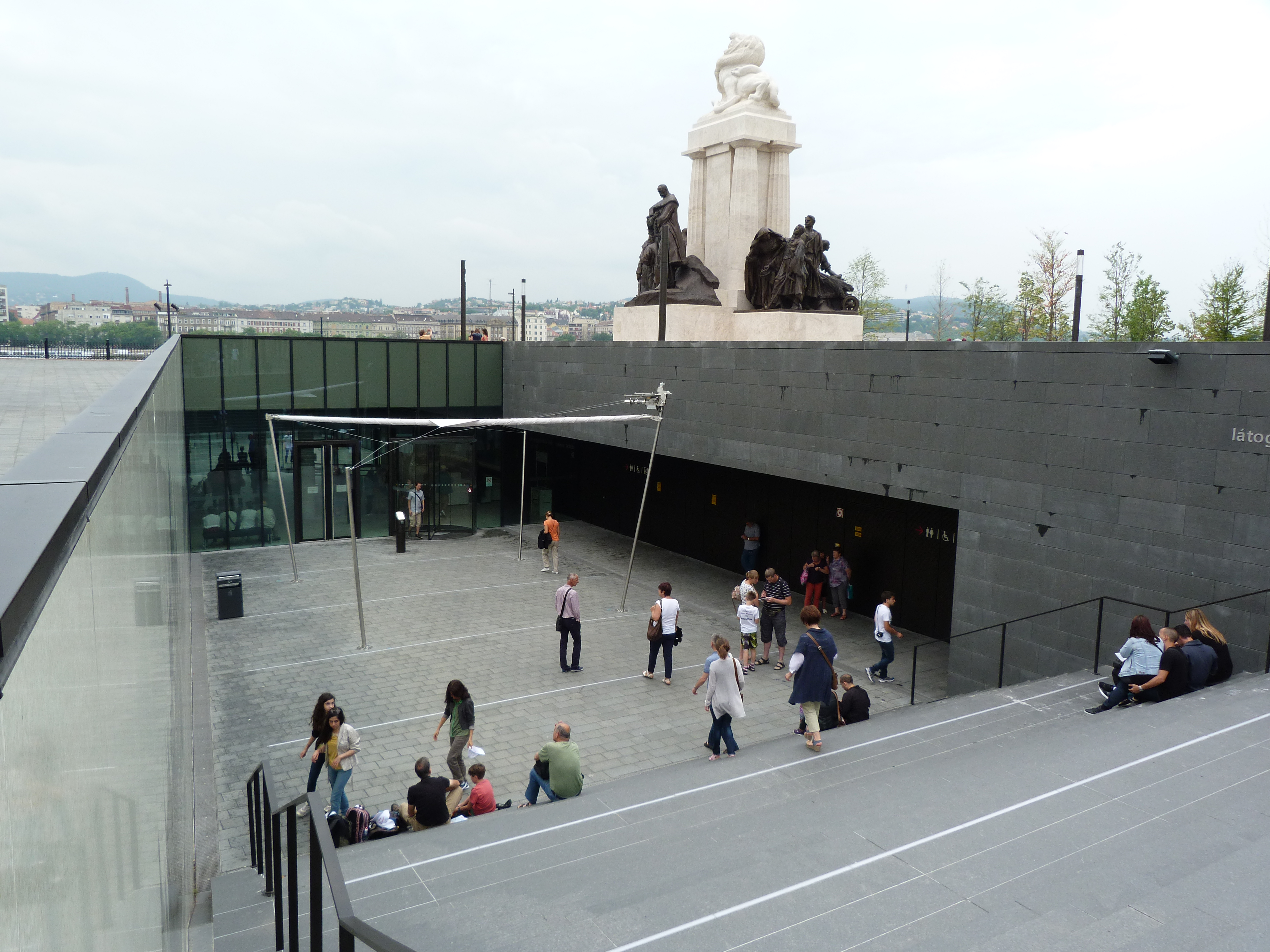
A 2014-ben megnyitott látogatóközpont

A Duna felőli oldal a főhomlokzat, de a hivatalos főbejárat a Kossuth Lajos térről nyílik. Kívül 90, belül 152, összesen 242 szobor van a falakon, jeles alkotók freskói, festményei is ékesítik az Országházat. A díszítéseknél felhasznált 22-23 karátos arany összmennyisége hozzávetőleg 40 kilogramm.
Európa egyik első távfűtött épülete: A Balassi Bálint utca 1–5. számon álló – szintén Steindl Imre által tervezett és a közelmúltban felújított – Tisza Lajos Irodaház udvarán 1899-ben helyezték üzembe az azóta több korszerűsítésen is átesett kazánházat.  A szellőzést és a klímatizálást pedig a Kossuth téri két légbeszívó aknából, alagutak rendszerén keresztül bevezetve oldják meg.

### Az épület ma
Az Országház külső homlokzatainak felújítása, 2014-ben ért véget, díszkivilágítása 2012–2014 között megújult.
Az Országház folyamatosan látogatható, a látogatással kapcsolatos információk és a jegyvásárlás az Országgyűlés honlapján (www.parlament.hu) érhetők el.

## A Szent Korona

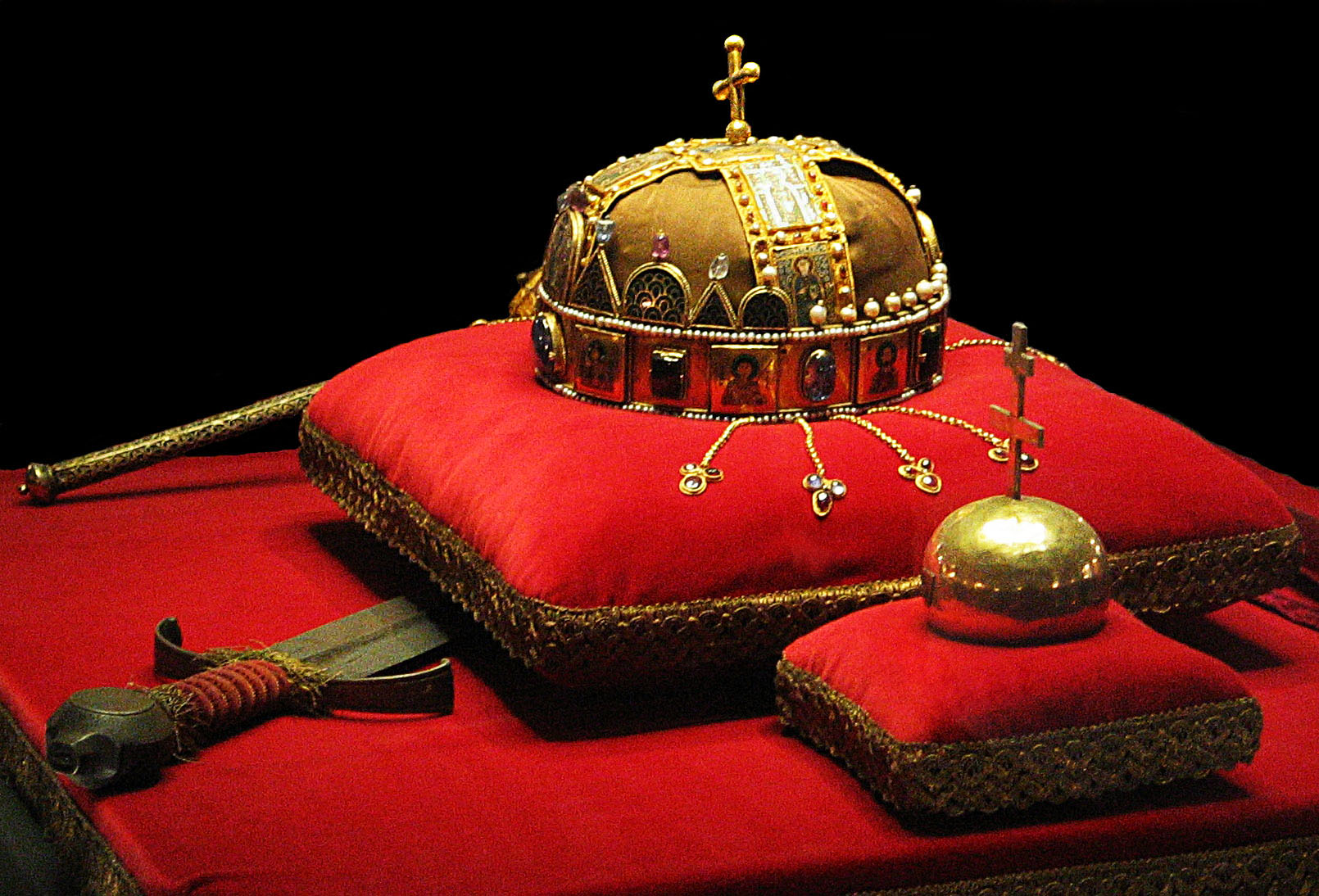
A Szent Korona, az országalma és a királyi jogar

A 2000. évi I. törvény rendelkezése alapján 2001 óta az Országházban van kiállítva a Szent Korona és a többi koronázási jelvény (a koronázási palást kivételével). A korona 1978 óta a Magyar Nemzeti Múzeumban volt megtekinthető; a törvény szövege szerint az ünnepélyes áthelyezéssel „Magyarország méltó helyére emeli a Szent Koronát, és a nemzet múzeumából a nemzetet képviselő Országgyűlés oltalma alá helyezi”.

## Látnivalók az Országházban
- Díszlépcső
- Kupolacsarnok és a körülötte elhelyezkedő termek
- A képviselőházi ülésterem
- A volt főrendiházi ülésterem
- A Delegációs terem
- A köztársasági elnök fogadószobái
- Az Országgyűlési Könyvtár
- A Szent Korona és a koronázási ékszerek
- Magyar festők alkotásai az Országházban, köztük Munkácsy Mihály: Honfoglalás című műve (1893)
- Országgyűlési Múzeum

## Képgaléria

### Az épület kívülről

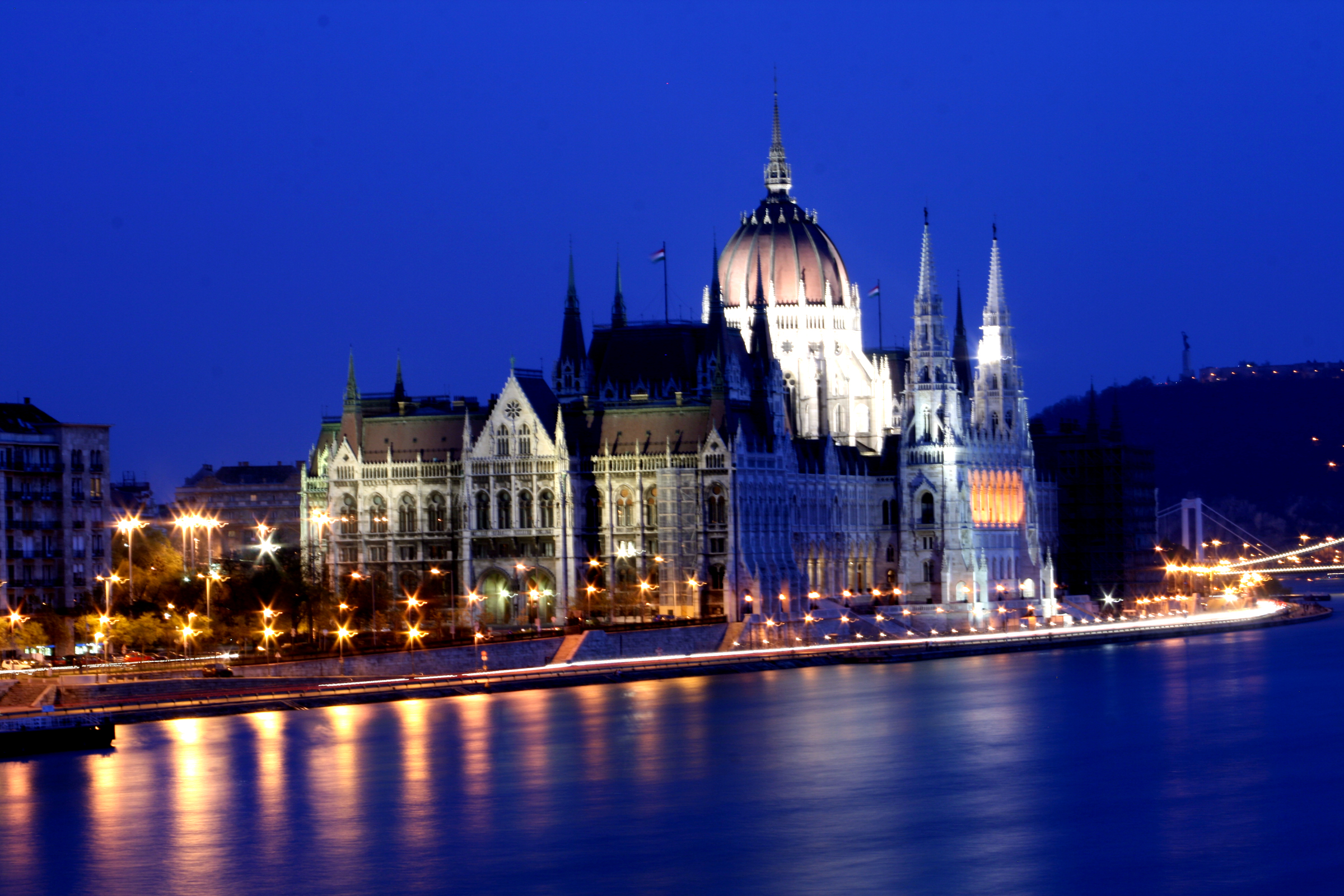
A kivilágított Országház
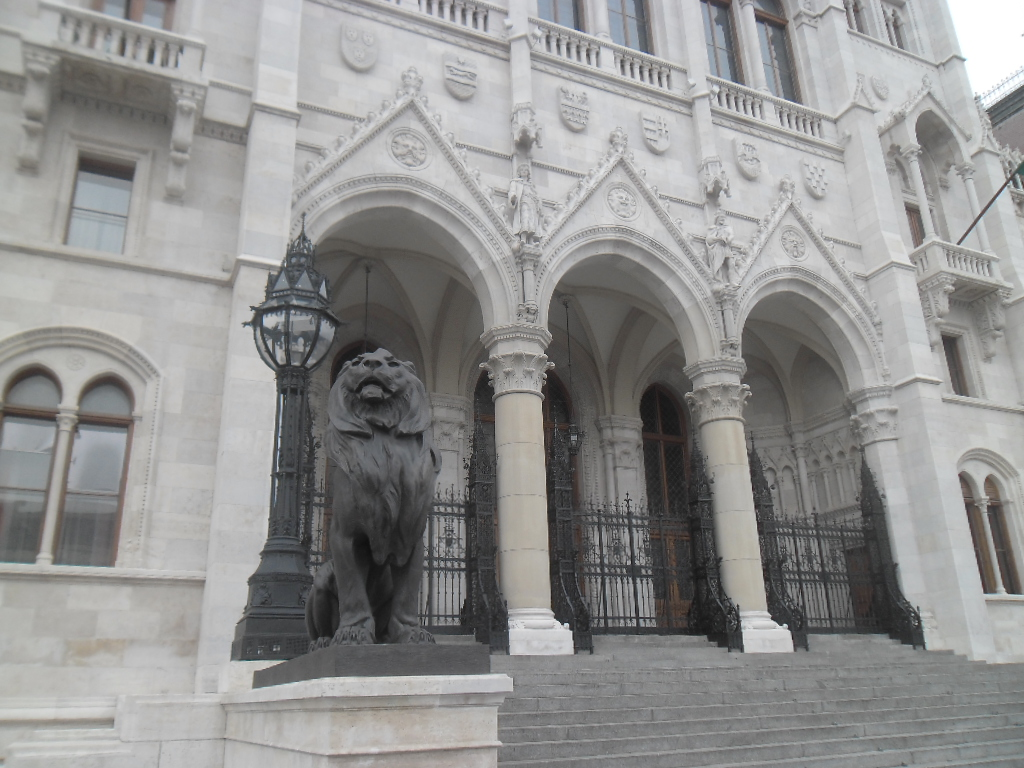
A főbejárat
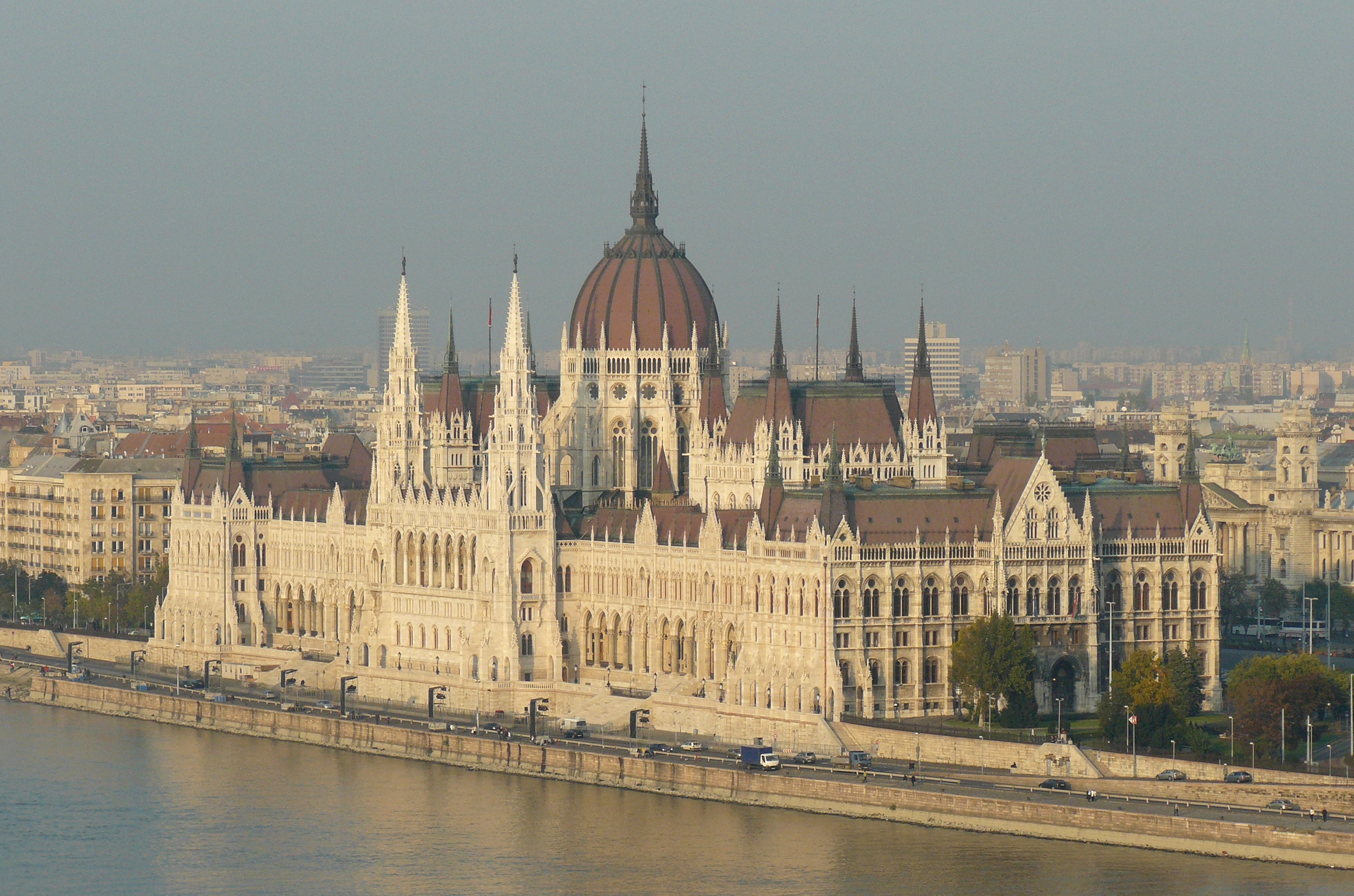
A budai várból
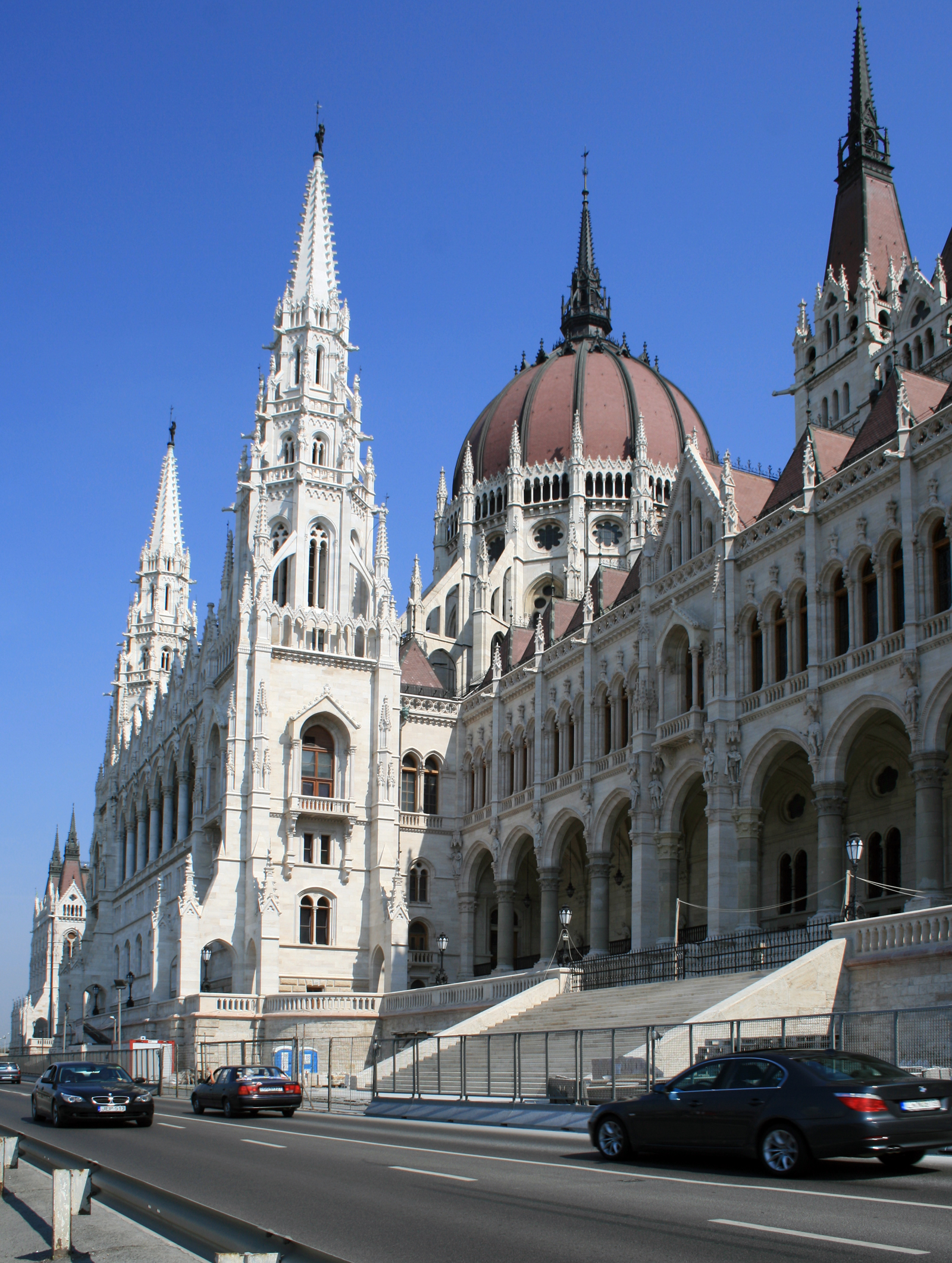
A dunai homlokzat részlete
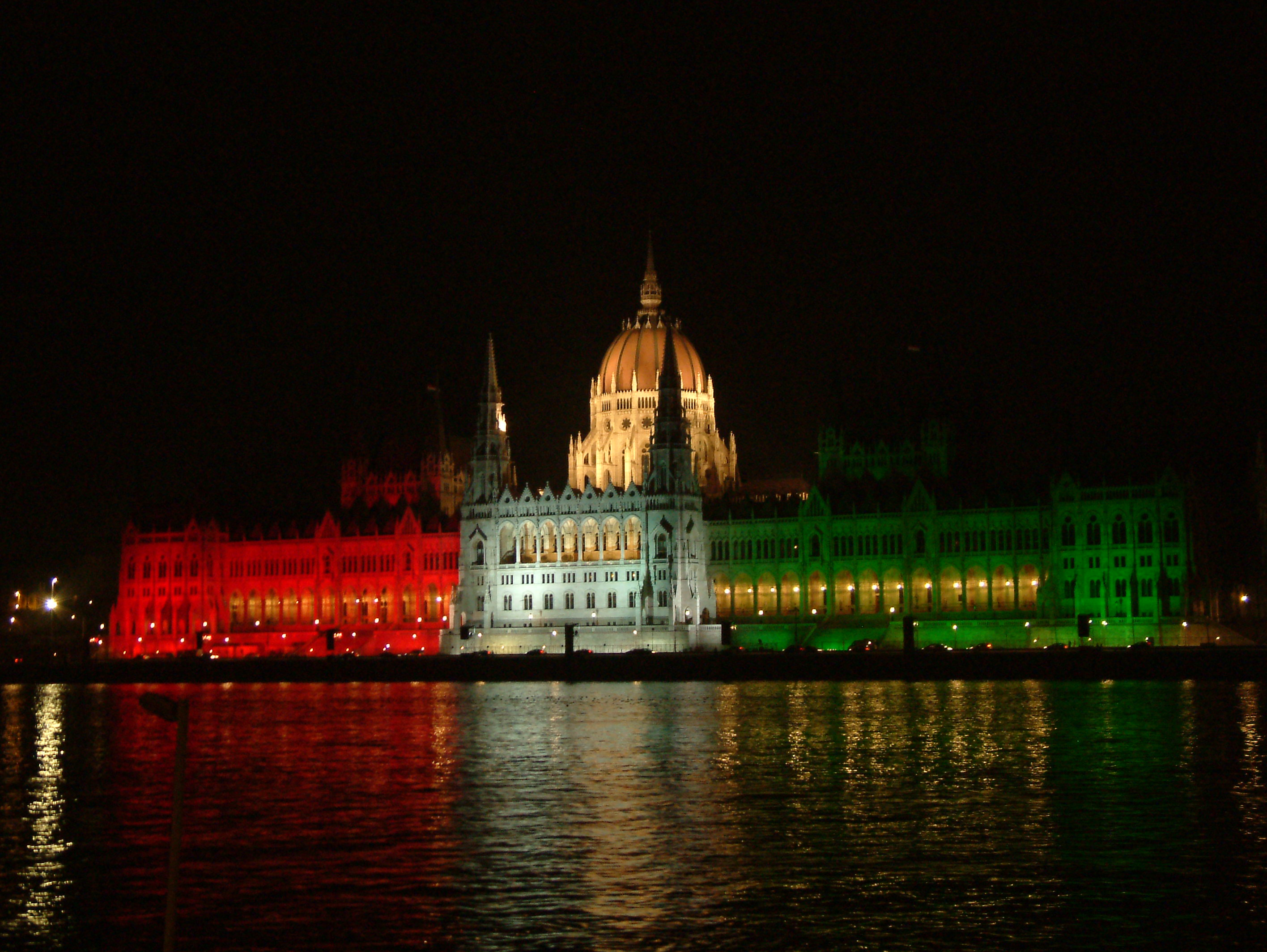
Nemzeti színekben október 23-án
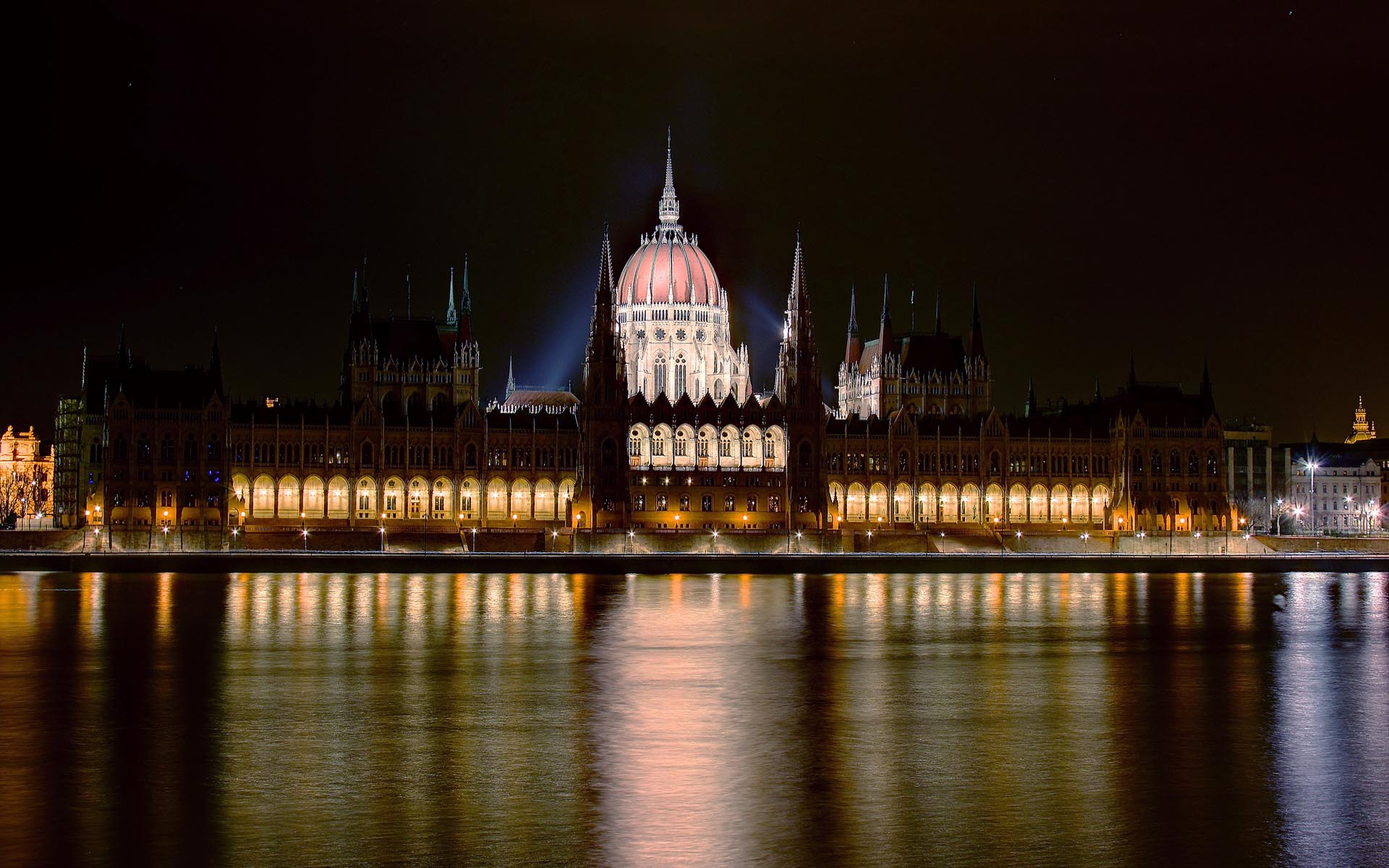
Hétköznap esti díszkivilágításban
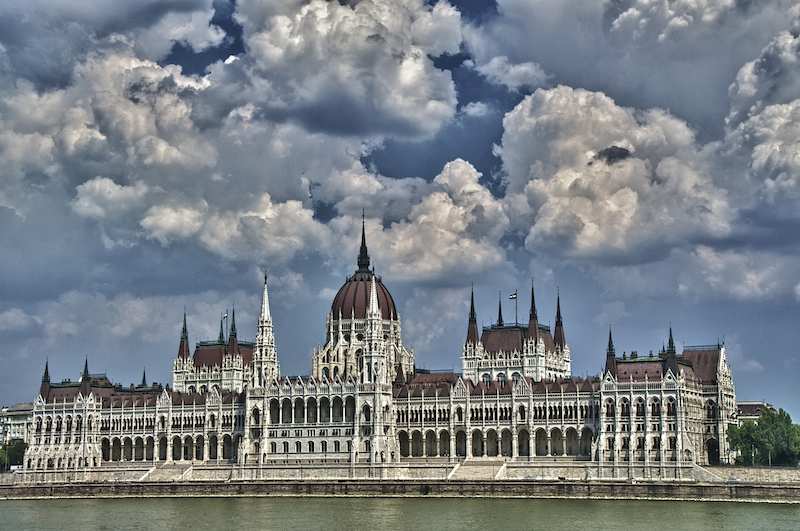
Az Országház látképe a Batthyány térről
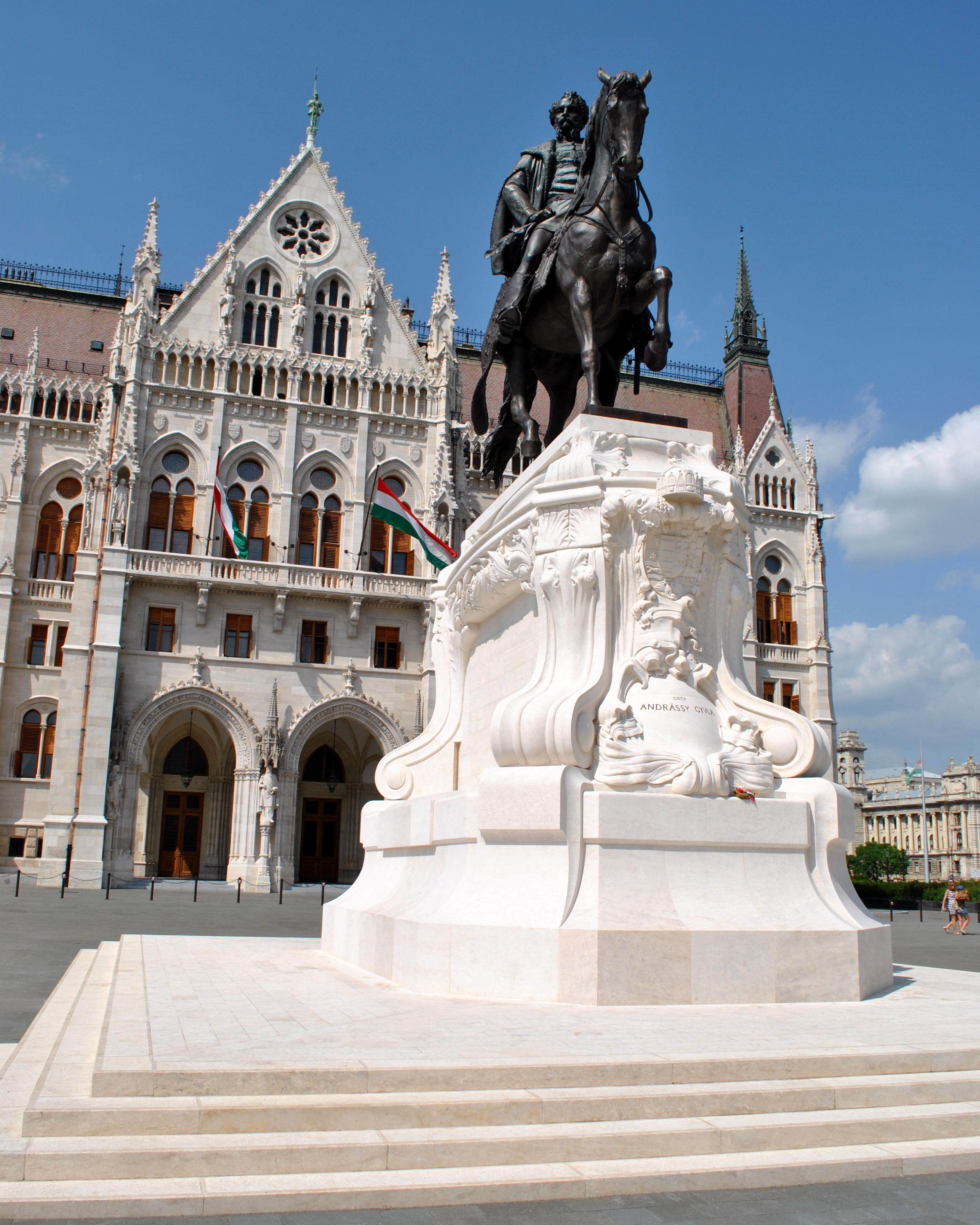
Andrássy Gyula lovasszobra az Országház előtt
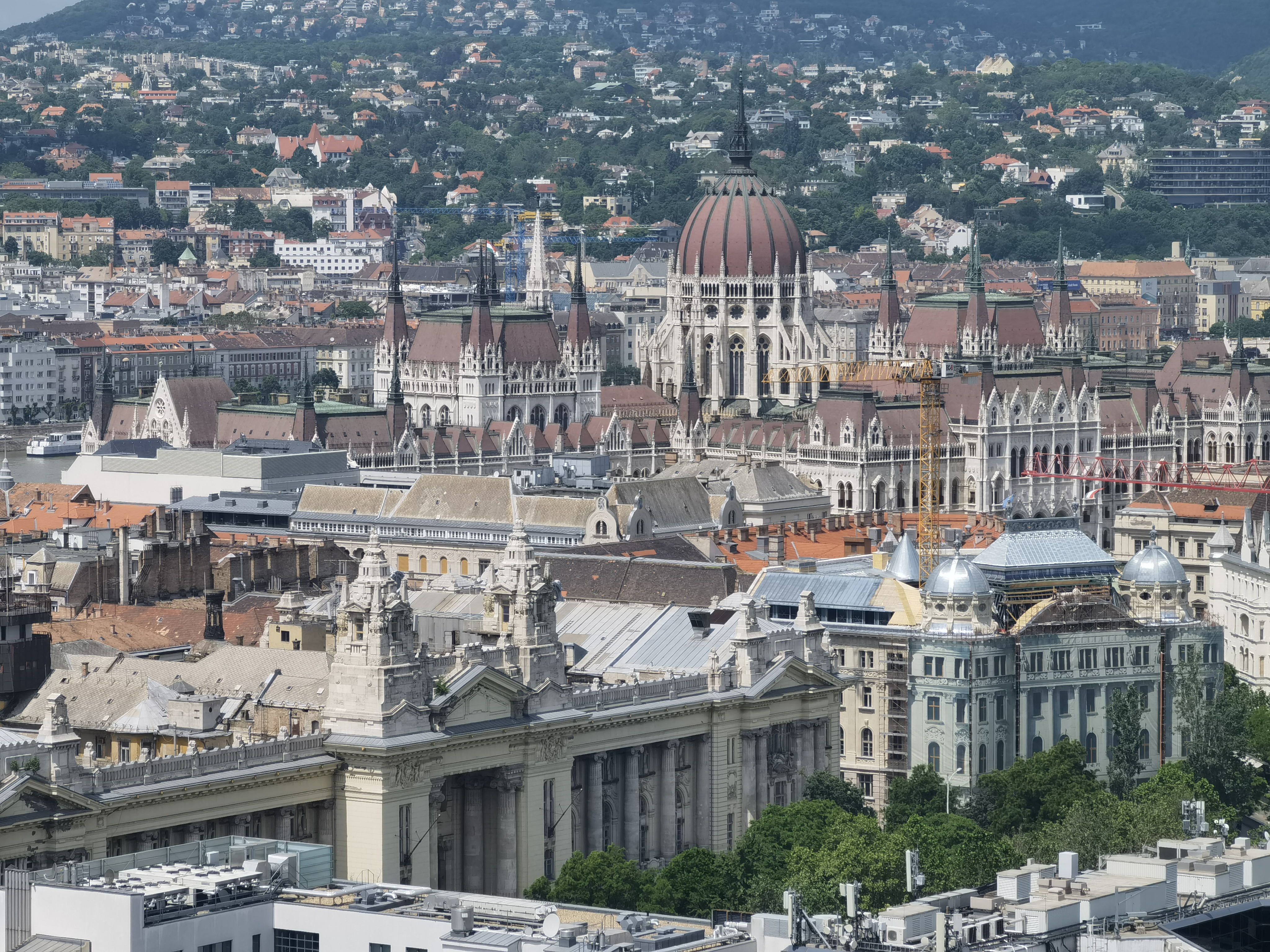
Bazilika tetejéről
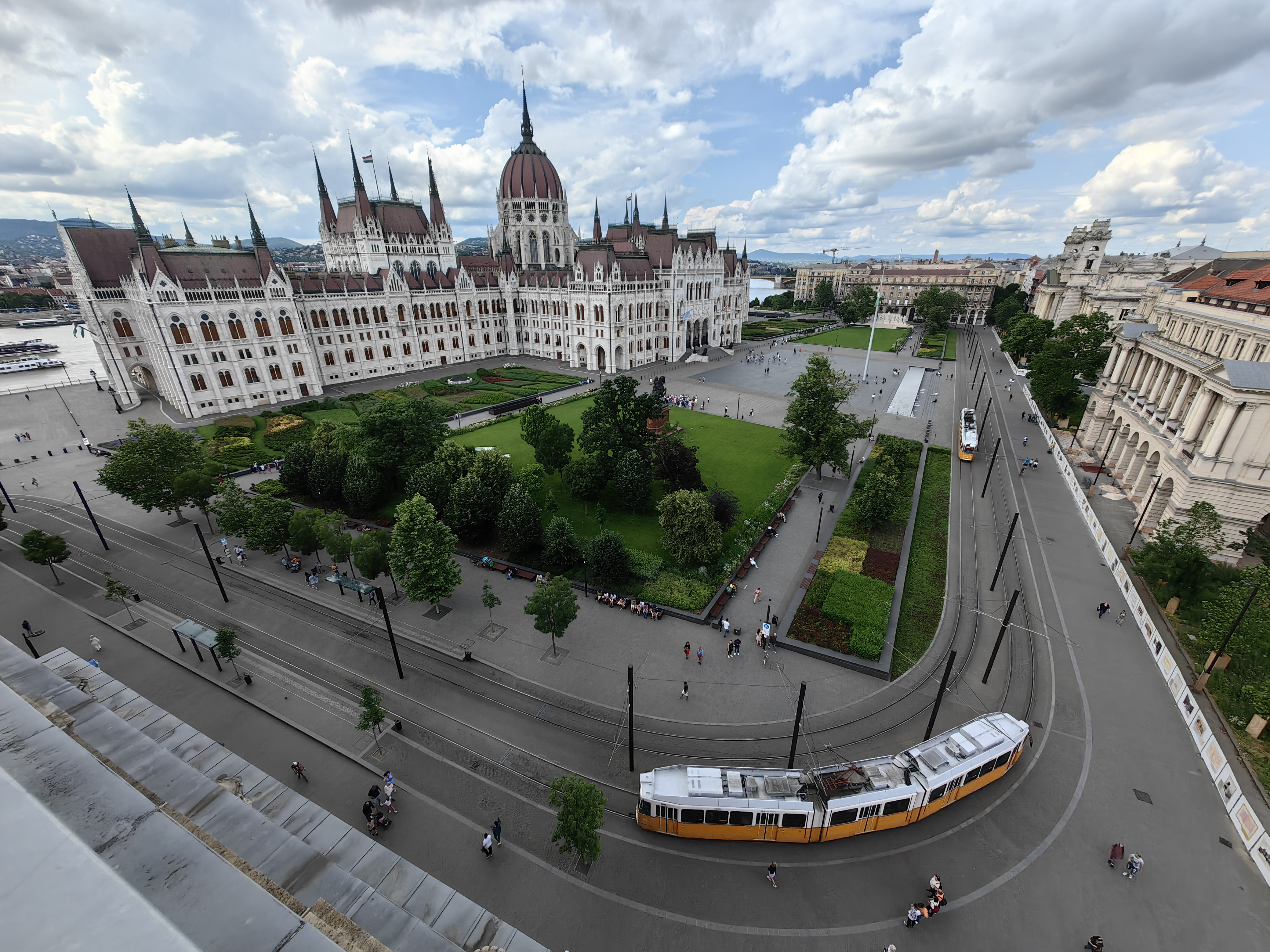
Vértanúk tere 1-i háztetőről

### Belső tér

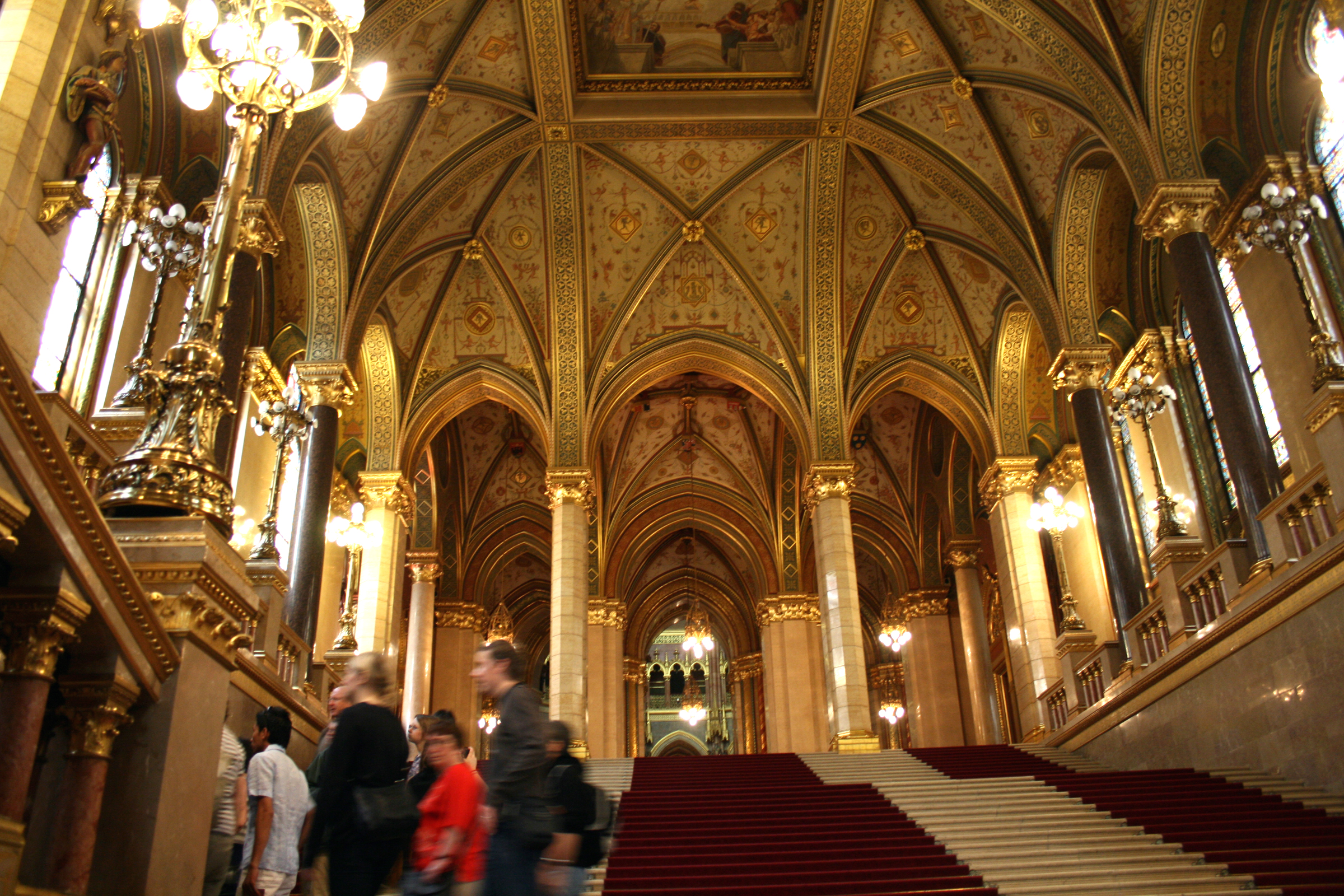
Bejárati lépcsőház
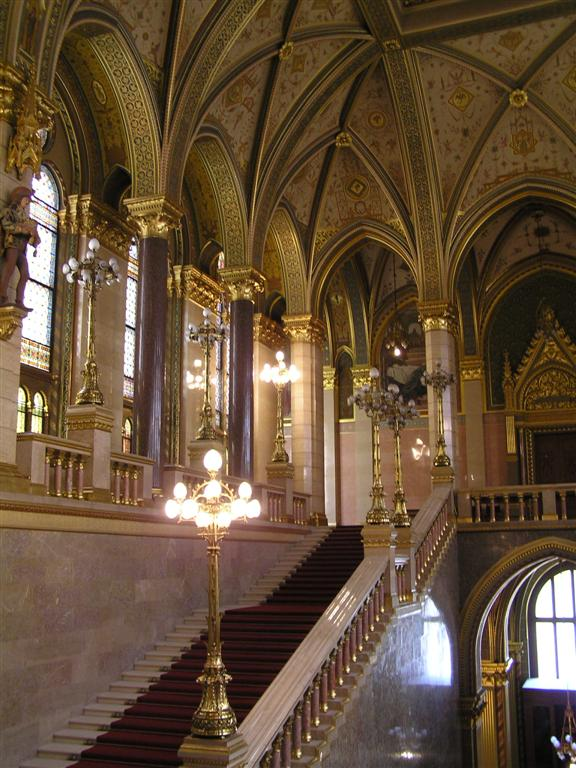
Bejárati lépcsőház
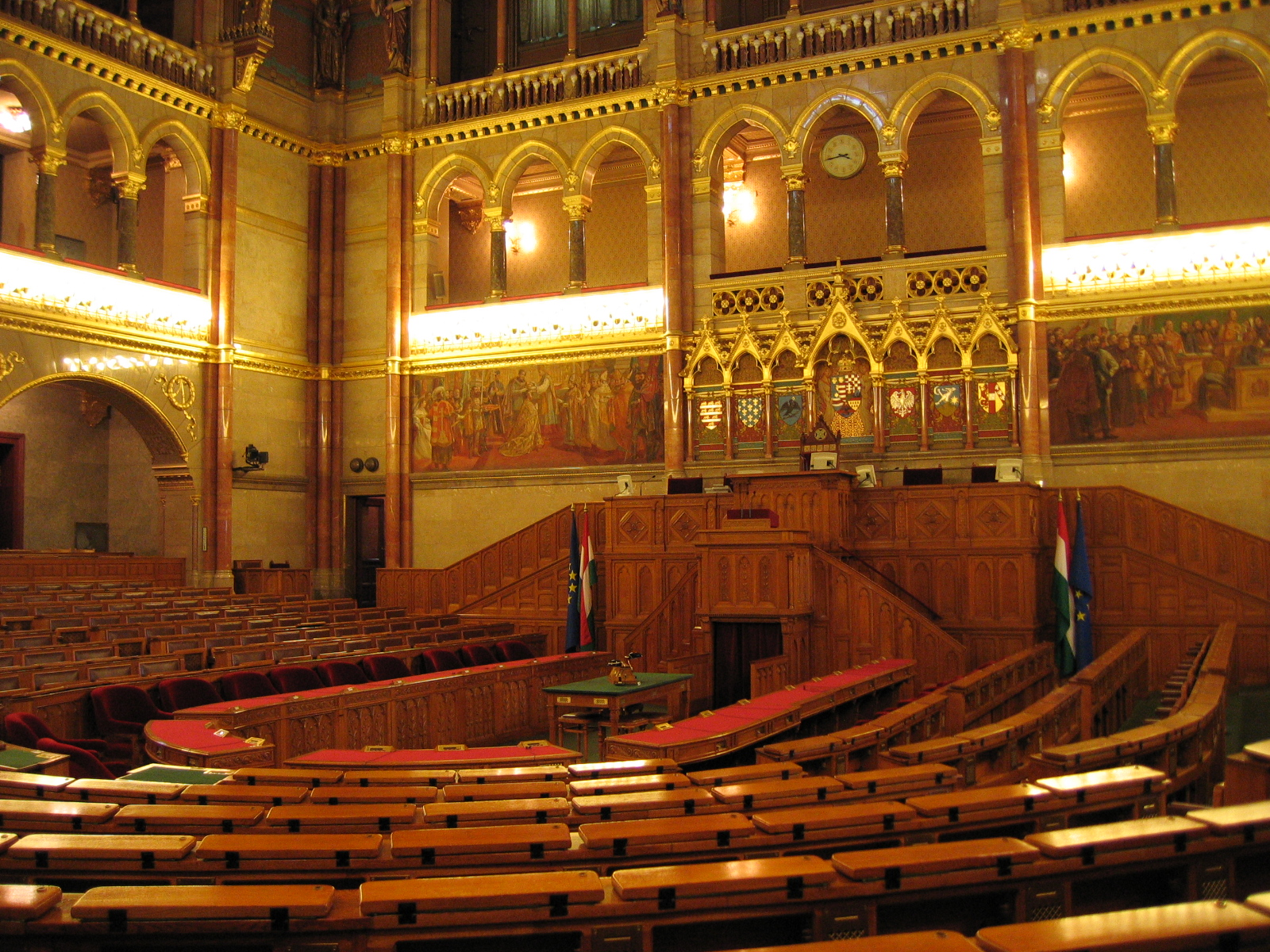
A képviselői ülésterem
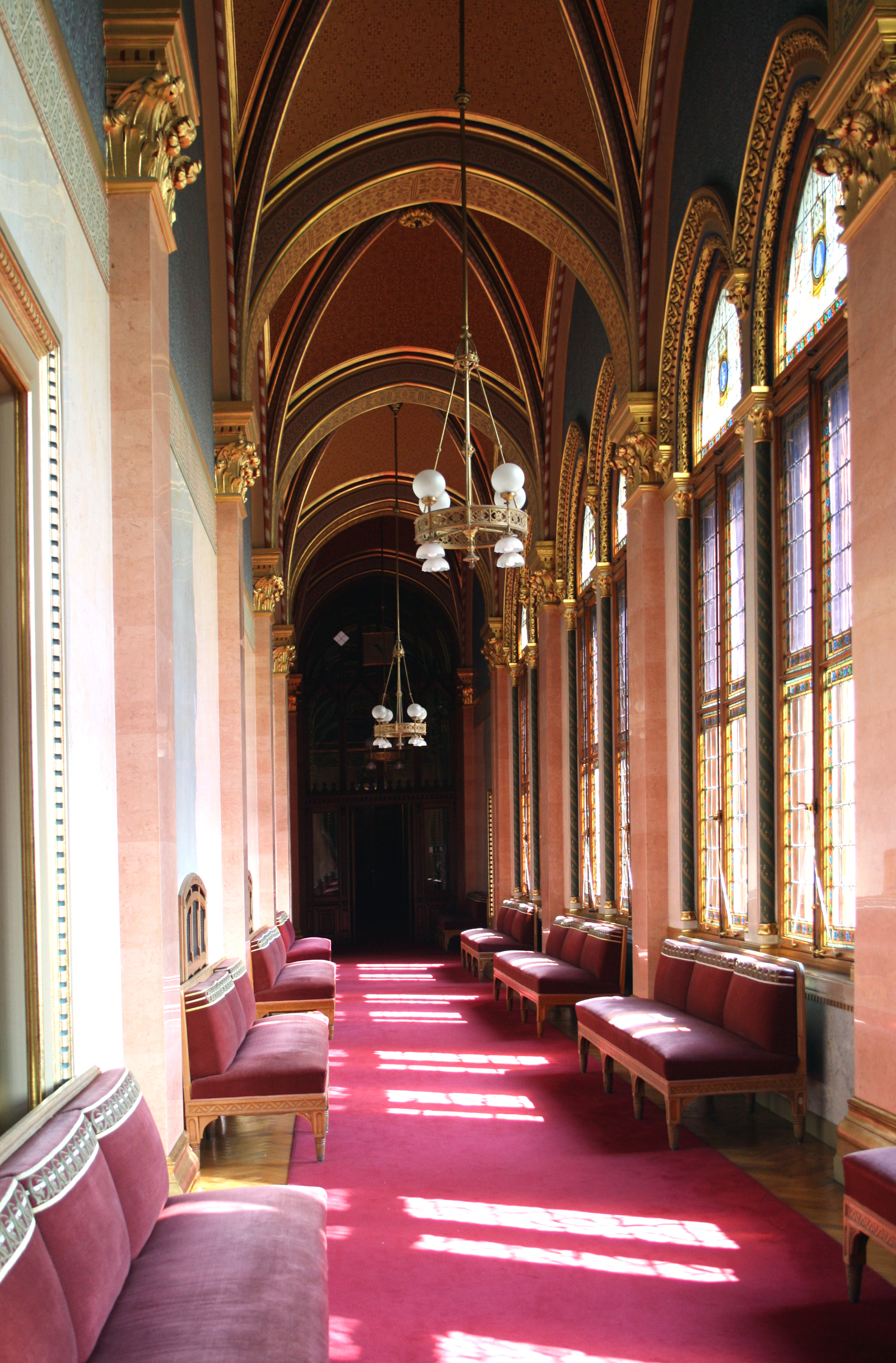
Oldalfolyosó
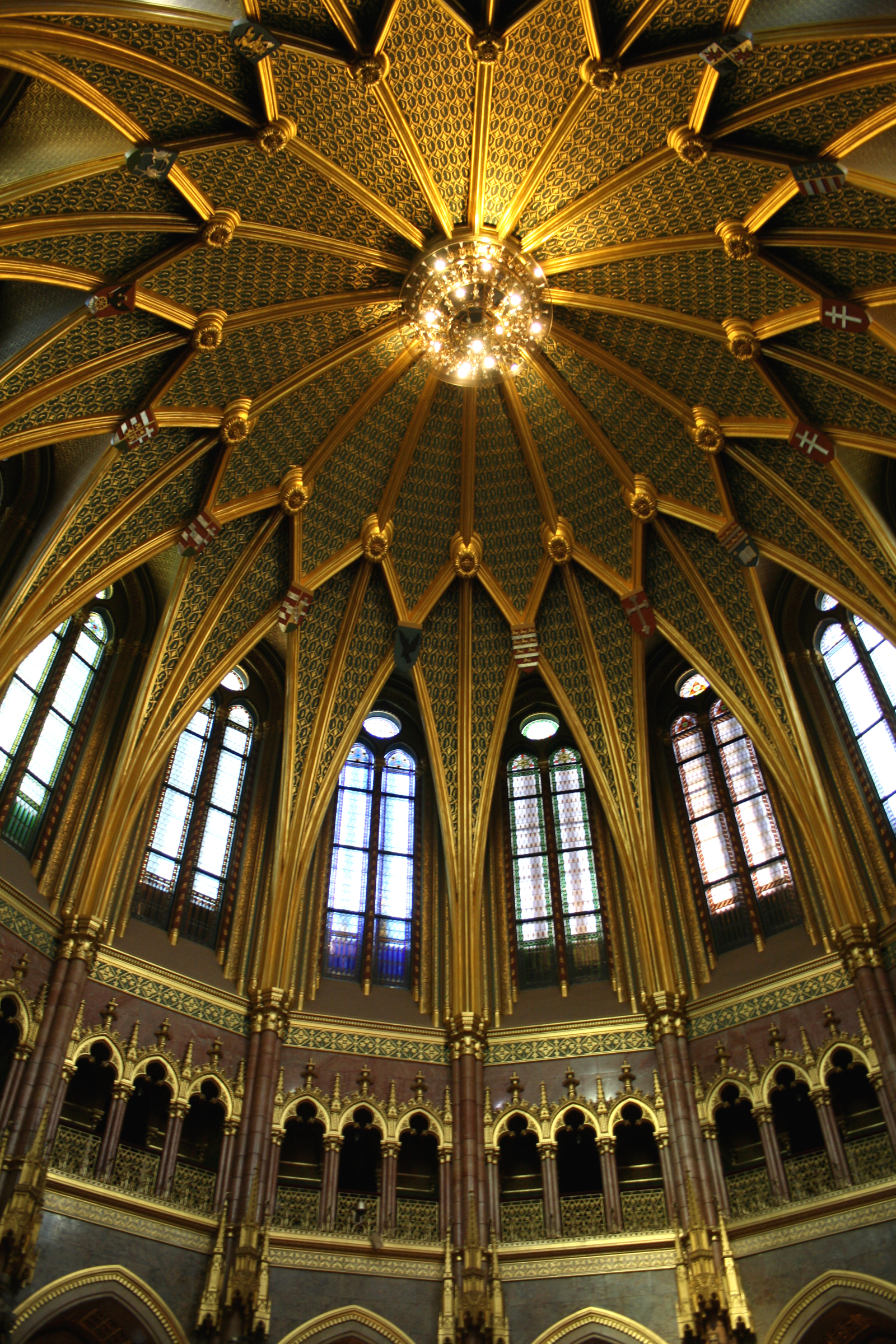
A kupolacsarnok
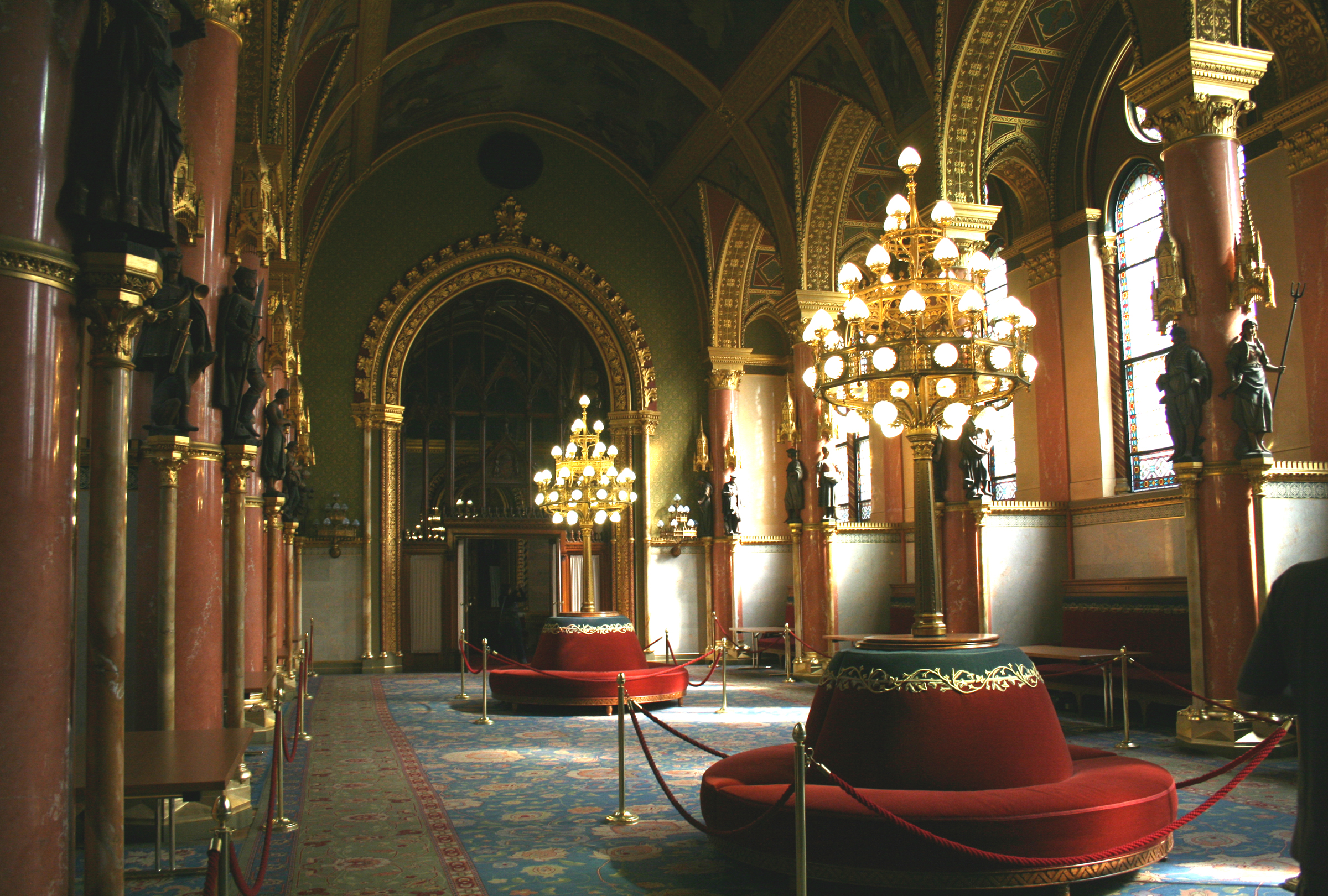
A főrendiházi előcsarnok
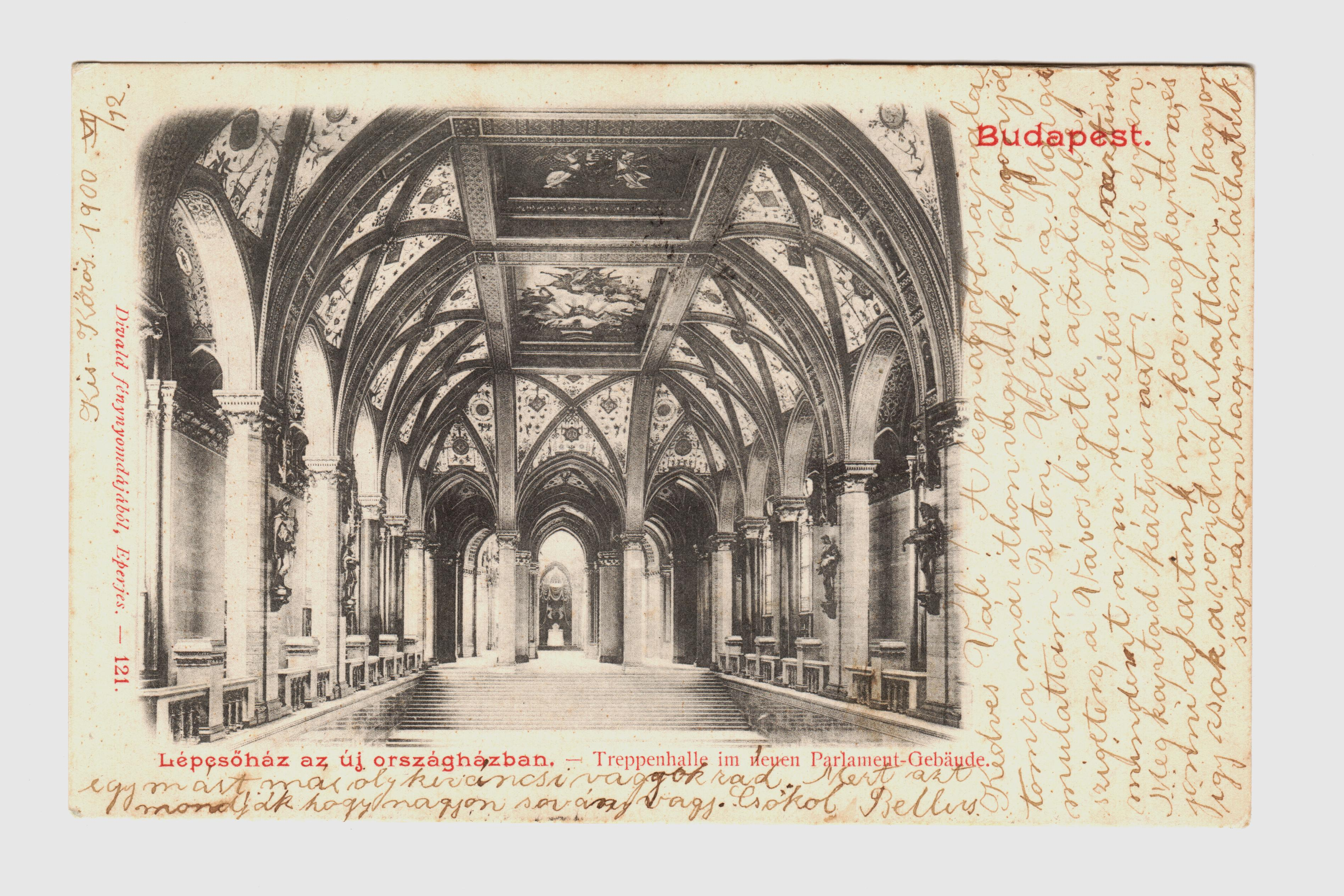
Lépcsőház 1896-ban
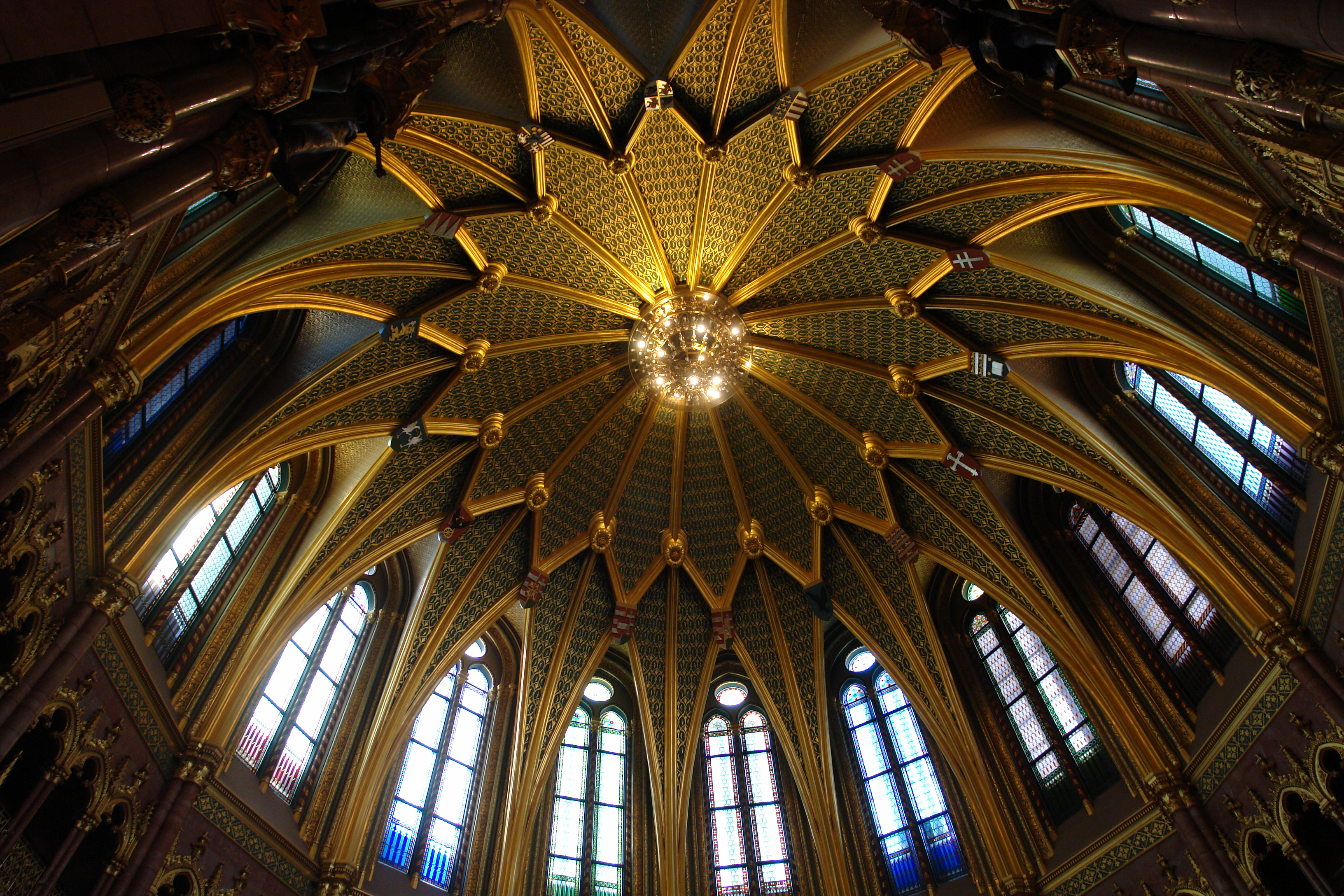
A kupola
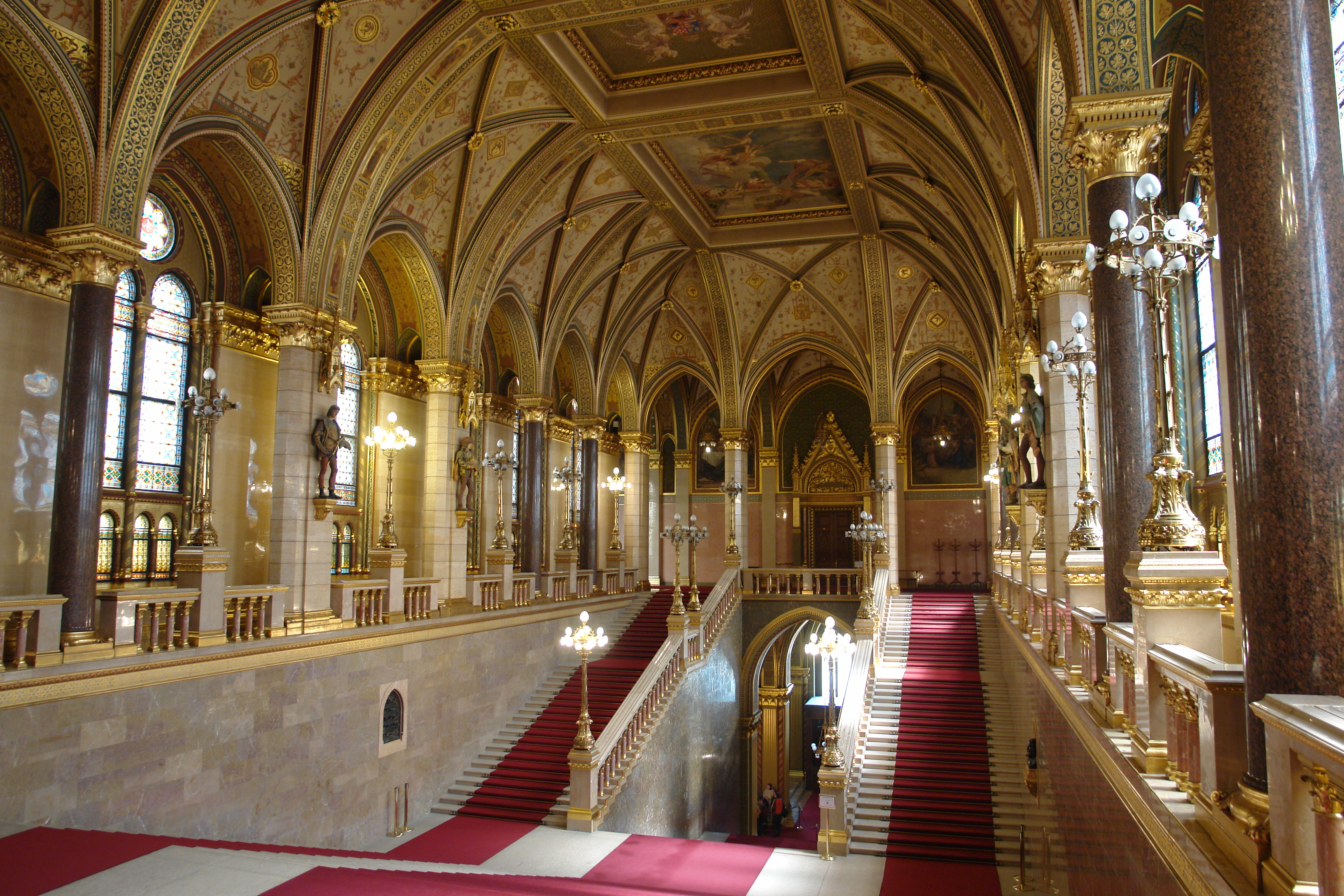
Bejárati lépcsőház